# Teklivka, Huseatîn
Teklivka (în ucraineană Теклівка) este un sat în comuna Kotivka din raionul Huseatîn, regiunea Ternopil, Ucraina.

## Demografie
Componența lingvistică a localității Teklivka
     Ucraineană (100%)
Conform recensământului din 2001, toată populația localității Teklivka era vorbitoare de ucraineană (100%).